# أبو نخيلة الراجز
أبو نُخَيلَة الراجز (؟ - 145هـ/762) شاعر عربي مُخضرَم شهد العصر الأموي والعصر العباسي الأوَّل، غلب على شعره طابع السياسة، إلى أن أغضب أحد الولاة فأمر بقتله.

## سيرته
اسمه الأصلي أبو نُخَيلة، وليست هذه كنيته، وقِيل أنَّه سُمِّي كذلك لأنَّ أُمَّه ولدته تحت نخلة، واسمه الكامل: أبو نخيلة بن حزن بن زائدة بن لقيط بن هدم، وكنيته أبي جنيد ويُكنَّى أيضاً أبي العرماس، وهذه أسماء أولاده، تعود أصوله إلى بني حِمَّان، من قبيلة بني تميم. عاش أبو نخيلة طفولته في البصرة، ولا تذكر المصادر تاريخ ولادته، ولكن يُرجَّح أنَّه ولِدَ في النصف الأوَّل من القرن الأول الهجري، كان أبو نخيلة أسود البشرة، ويُوصَف بالقُبح، وهو يذكر ذلك في شعره. لم تكن علاقته بأبيه جيده، ويبدو أنَّه كان عاقاً لأبيه، إلى أنَّ نفاه أبوه عن نفسه، فغادر البصرة إلى الشام في زمن حكم بني أُميَّة، وتوطَّدت علاقته بالأمويين هناك، بمساندة مسلمة بن عبد الملك، الذي أوصله إليهم. وبعد أن استولى العباسيون على الحكم، أعلن أبو نخيلة الولاء لهم، ومدح الخلفاء العباسيين وهجا بني أميَّة، وسمَّى نفسه شاعر بني هاشم. كان أبو نخيلة متقارباً مع الخليفة العباسي أبي جعفر المنصور، ولم تكن علاقته مع ابن أخيه ولي العهد عيسى بن موسى وديَّة، وعندما نظم أرجوزةً حاول فيها استمالة المنصور إلى الاستغناء عن ابن أخيه وحصر الخلافة في أولاده، طارده عيسى بن موسى وهرب أبو نخيلة إلى خراسان، ولكنَّ أحد موالي عيسى استطاع اللحاق به، فذبحه وسلخ وجهه في 145هـ. معظم شعر أبي نخيلة في الرجز، وأهم الأغراض في شعره المدح والهجاء، ونظم أيضاً بعض القصائد في الغزل وفي الفخر بنفسه وشعره، ووصف الإنسان والطبيعة، ونظراً لاستعماله المُكثَّف للغريب من الألفاظ انتشرت أبياته بين اللغويين. اعتنى بشعره في الزمن المعاصر عدنان الخطيب، وبدأ بجمع أشعاره في 1993، ونُشرِت في ديوان منفصل في 1998، وضمَّن الديوان دراسةً مُفصَّلة لحياته وشعره، نال عليه جائزة معهد المخطوطات العربيَّة.